# 永济桥 (东平县)
永济桥，又名南大桥，是位于中国山东省泰安市东平县州城街道南关村的一个明代古建筑，1985年入选东平县第一批文物保护单位。
永济桥是明朝洪武年间始修的石基砖拱桥，清朝顺治年间重修，南北跨小清河故河道，长165米，宽7.7米，原为18孔，部分被压在东平湖堤坝下，现有13孔暴露，桥梁至今仍在发挥交通作用。